# Brodie Chapman
Brodie Mai Chapman (Mount Glorious, 9 aprile 1991) è una ciclista su strada australiana che corre per la UAE Team ADQ. Attiva dal 2018 in formazioni UCI, nel 2022 ha vinto il Grand Prix Féminin de Chambéry.

## Palmarès

### Strada
- 2018 (due vittorie)

1ª tappa Women's Herald Sun Tour (Healesville > Healesville)
Classifica generale Women's Herald Sun Tour
- 2019 (Team Tibco-Silicon Valley Bank, cinque vittorie)

Gravel and Tar Classic
1ª tappa Tour of the Gila (Silver City > Silver City)
5ª tappa Tour of the Gila (Silver City > Pinos Altos)
Classifica generale Tour of the Gila
2ª tappa Tour de Feminin-O cenu Českého Švýcarska (Jiříkov > Jiříkov)
- 2020 (FDJ Nouvelle-Aquitaine Futuroscope, una vittoria)

Race Torquay
- 2022 (FDJ Nouvelle-Aquitaine Futuroscope, una vittoria)

Grand Prix Féminin de Chambéry
- 2023 (Trek-Segafredo, una vittoria)

Campionati australiani, Prova in linea
- 2025 (UAE Team ADQ, una vittoria)

Campionati australiani, Prova a cronometro

#### Altri successi
- 2018

Classifica scalatori Women's Herald Sun Tour
- 2019 (Team Tibco-Silicon Valley Bank)

Classifica scalatori Tour of the Gila
- 2024 (Lidl - Trek)

1ª tappa La Vuelta Femenina (Valencia, cronosquadre)
Campionati del mondo, Staffetta

### Gravel
- 2024

RADL GRVL

## Piazzamenti

### Grandi Giri
- Giro d'Italia

2020: 59ª
2021: ritirata (10ª tappa)
2022: 28ª
2024: 22ª
- Vuelta a España

2024: 43ª

### Competizioni mondiali
- Campionati del mondo

Innsbruck 2018 - In linea Elite: 54ª
Yorkshire 2019 - In linea Elite: 39ª
Imola 2020 - In linea Elite: 32ª
Wollongong 2022 - In linea Elite: 21ª
Glasgow 2023 - Staffetta mista: 6ª
Glasgow 2023 - In linea Elite: ritirata
Zurigo 2024 - Cronometro Elite: 11ª
Zurigo 2024 - Staffetta: vincitrice
Zurigo 2024 - In linea Elite: 38ª